# 柴田勝義
柴田 勝義（しばた かつよし、生没年不詳）は戦国時代の人物。柴田勝重の子で織田家重臣の柴田勝家の父とされる。土佐守を称したという。

## 尾張の柴田氏
系図類によれば、斯波高経の4代の孫・柴田義勝が尾張国に入り愛知郡下社村に下社城を築いたのが柴田氏の興りで、義勝のあとは柴田勝重―勝義―勝家と続いたとされる。ただしこの系譜について、研究者からは「信憑性は低い」（和田裕弘）という見解が出ている。谷口克広は（伝承されている系図を採らず）勝家の父の名は不明としており、勝家はおそらく土豪クラスの家の出身であると推定している。
確実な史料において、尾張における柴田姓の人物の活動としては、大永年間（1521年 - 1528年）に「柴田孫右衛門」、天文年間（1532年 - 1555年）に「柴田角内」などの活動が記録されているが、これらの人物と柴田勝家との関係は不明である。